# ديريك فيلبس
ديريك فيلبس (بالإنجليزية: Derrick Phelps)‏ مواليد 31 يوليو 1972 في كوينز، نيويورك، هو مدرب كرة سلة أمريكي ولاعب معتزل. بدأ مسيرته الاحترافية في سنة 1994. يبلغ طوله 6 قدم 4 بوصة (1.9 م). اعتزل اللعب في 2010.

## المسيرة الاحترافية
لعب مع سكرامنتو كينغز في سنة 1995، ثم لعب مع بروس باسكتس في الدوري الألماني في موسم 1996–1997، ثم لعب مع تليكوم باسكتس بون من سنة 1998 إلى 2000، ثم لعب مع ألبا برلين في الدوري الألماني من سنة 2000 إلى 2002، ثم لعب مع ليموج سي إس بي في الدوري الفرنسي في موسم 2002–2003، ثم لعب مع نيكار ريزن لودفيغسبورغ في الدوري الألماني في موسم 2003–2004.

## روابط خارجية
- ديريك فيلبس على موقع الدوري الأوروبي لكرة السلة (الإنجليزية)
- ديريك فيلبس على موقع إن بي أي (الإنجليزية)
- ديريك فيلبس على موقع سبورتس رفرنس (الإنجليزية)
- ديريك فيلبس على موقع كرة السلة الأوروبية.كوم (الإنجليزية)
- ديريك فيلبس على موقع كلية كرة السلة في سبورتس رفرنس.كوم (الإنجليزية)
- ديريك فيلبس على موقع ريلجم (الإنجليزية)
- ديريك فيلبس على موقع بروبوليرز (الإنجليزية)
- ديريك فيلبس على موقع سبورتس رفرنس (الإنجليزية)